# Дрижова Людмила Петрівна
Людмила Петрівна Дрижова (нар. 8 липня 1939, село Цекинівка, тепер Ямпільського району Вінницької області) — українська радянська діячка, лікар, завідувачка відділення Харківської обласної клінічної лікарні. Депутат Верховної Ради УРСР 9—10-го скликань. Кандидат медичних наук.

## Біографія
Освіта вища. Закінчила Харківський медичний інститут.
З 1962 року — лікар Богодухівської районної лікарні Харківської області, лікар Харківського першого пологового будинку.
Навчалася в клінічній ординатурі Харківського медичного інституту.
Член КПРС з 1966 року.
З 1968 року — лікар, з 1976 року — завідувачка відділення Харківської обласної клінічної лікарні.
Потім — на пенсії в місті Харкові.

## Нагороди
- ордени
- медалі